# L'Égalité (périodique tunisien)
L'Égalité ou Istiouae (arabe : إستواء) est un périodique en langue française publié en Tunisie. De tendance traditionaliste, il est fondé en 1911 par Joseph Cohen-Ganouna.

## Histoire
Le journal est le porte-parole du courant conservateur au sein de la communauté juive comme le montre l'éditorial intitulé « La digue infranchissable » de Joseph Cohen-Ganouna dans le numéro du 15 août 1923 : « L'adoption des règles du Code civil français, en matière de statut personnel, est dangereux car la loi civile s'altère et se modifie au moindre accident alors que la loi religieuse reste d'essence intangible ».
L'Égalité se focalise surtout dans ses colonnes sur la question identitaire au sein de la communauté, comme l'apprentissage de l'hébreu en même temps que le français ou, de façon plus générale, sur la modernité qui, pour ses éditeurs, est parfaitement compatible avec le judaïsme et les coutumes juives locales.
Il est aussi connu pour ses critiques régulières de La Justice et considère son mouvement comme une « immense levée de boucliers contre les croyances, les usages religieux et le fondement de la famille » selon Cohen-Ganouna.
Le dernier numéro du périodique est publié en 1934.